# Koňasové z Vydří
Koňasové z Vydří (Koniášové, německy Konias von Wydri) byli český rytířský rod, své jméno odvozují od západomoravské obce Kostelní Vydří u Dačic. 

## Historie rodu
Ves Kostelní Vydří je poprvé zmiňována roku 1305, kdy byla v majetku zderazských křižovníků. Poté se majitelé často střídali, než od roku 1531 původně gotická tvrz získali Koňasové z Vydří. V 16. století provedli renesanční přestavbu tvrze, zvýšili ji o patro a nechali vyzdobit sgrafity. O století později byla barokní přístavbou upravena na zámek a původní tvrz pak sloužila jako sýpka.
Z roku 1437 je zmínka o Marešovi z Vydří, jenž byl společně s Mikulášem z Maršova přibrán do spolku majitelů olšanského panství z roku 1407. Toto panství po smrti společníků Bohuňka z Maršova a Jaroslava z Olšan v roce 1451 propůjčil král Vladislav Mikuláši z Maršova a Marešovi z Vydří. Po soudních sporech nakonec roku 1464 daroval král Vladislav Olšany a Maršov dědičně Václavovi z Vydří. Olšanské zboží bylo spojeno se statkem Koňasů z Vydří až do roku 1521. Po smrti posledního majitele z tohoto rodu Jana Štítenského z Kostník došlo k dělení majetku, část Olšan a Maršov připadl třešťským pánům z Vrchovišť a zbytek koupil Bernard Hodějovský z Hodějova.
Jan Koňas z Vydří byl v letech 1476–1477 purkrabím jindřichohradeckého zámku. Roku 1492 zapsal Jan z Krušovic své dědictví ves Radkovice u Budče a pustý dvůr Zahrádky Janu Koňasovi z Vydři, s jehož potomky byla ves sloučena s Budčí a pak se statkem Knínice, jejichž součástí byla až do roku 1849.
V roce 1520 prodal Jindřich Bořita z Budče ves Budeč včetně tvrze Jindřichovi Koňasovi z Vydří. Kolem roku 1582 byla ve vsi Štěpkov na Třebíčsku postavena tvrz a majitelem tvrze i vesnice byl Jan starší Koňas z Vydří.
Před rokem 1607 je zmiňován Kašpar Koňas z Vydří, coby první manžel paní Marie Anny (Mariany) Kořenské z Terešova († 1607), dcery Mikuláše (Niklase) Kořenského z Terešova († 1572) a jeho manželky Anny, rozené Krokvicarové z Nové Vsi, majitelky tvrz a vsi Maříže.
V interiéru kostela svatého Václava v Palupíně se nachází mj. náhrobek majitele zdejšího statku, Oldřicha Hynka Koňasa z Vydří († 1635).

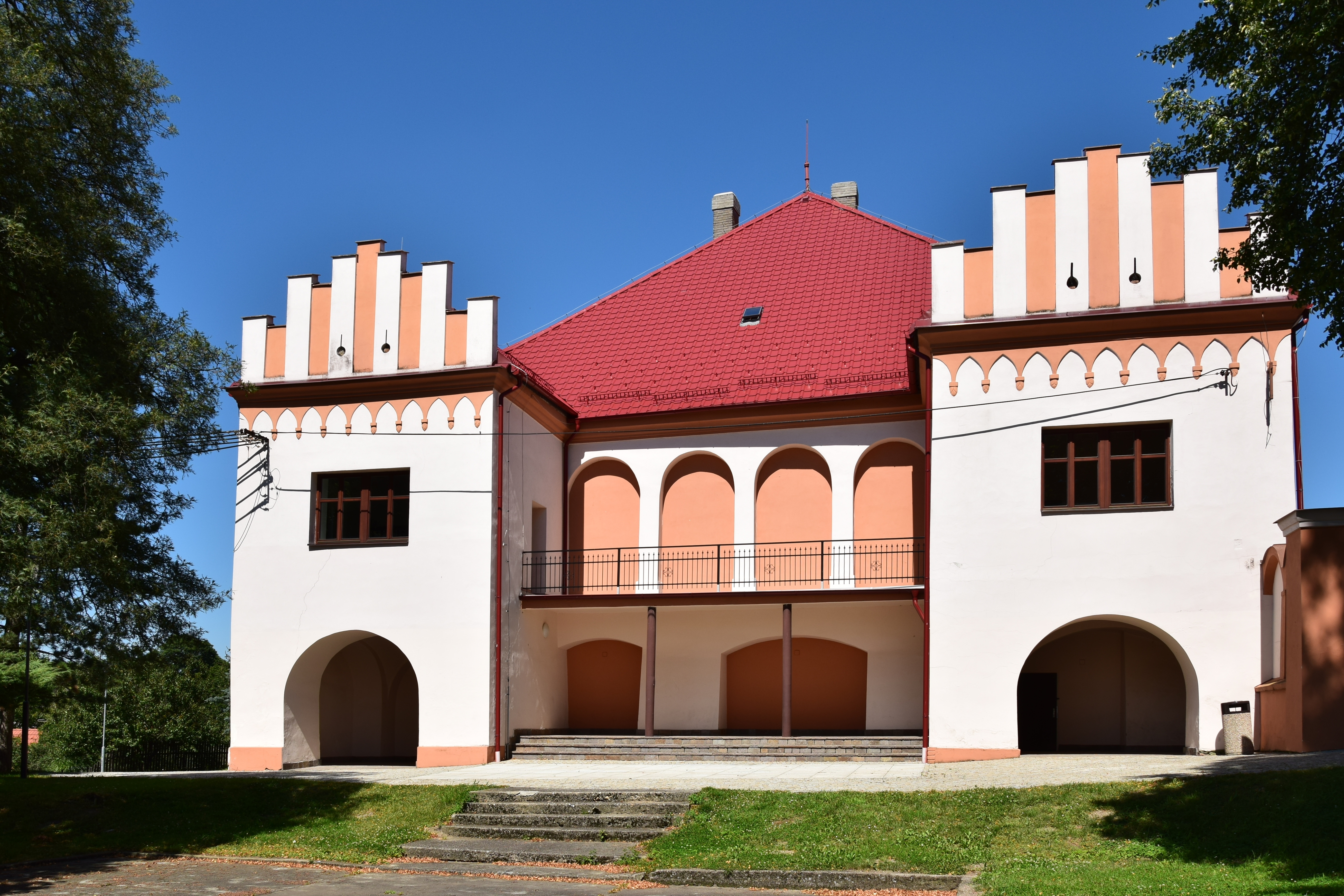
Myslkovický zámek

V roce 1666 Jan Aleš Maximilián Koňas z Vydří († 1703) koupil Myslkovice s tvrzí a dalšími majetky a západně od tvrze pak nechal postavit nový zámek, který byl dokončen v roce 1669. Okolo zámku vznikl park s altánem a barokní kašnou, obehnaný zdí.
V letech 1670–1686 byl Jan Alexandr Koňas z Vydří hejtmanem Bechyňského kraje za rytířský stav.
Jméno vymřelého rodu Koňasů z Vydří  přijal Jan Václav Alsterle z Astfeldu zdědil po své tetě Josefině, provdané Koňasové z Vydří, po níž zdědil také Nalžovice na Příbramsku. V roce 1770 byl jmenován dědičným korouhevníkem Českého království a v roce 1784 až za viceprezidenta zemského soudu. Zemřel v Praze 28. dubna 1799. Jeho syn František zdědil statek v Troji a dcera Jindřiška Nalžovice. 
Když se Alsterle z Astfeldu stali svobodnými pány roku 1755, sloučeny jsou s jejich erbem erby Koňasů z Vydří, Franchimontů, Kurzbachů z Trachenberku a Vítů ze Rzavého

## Příbuzenské vztahy
Koňasové z Vydří se příbuzensky spojili s Alsterly z Astfeldu, Hodickými z Hodic a dalšími.

### Poznámka
V Časopise Musea Království Českého uvádí Ignác Jan Hanuš, že českou formu příjmení Koňas / Konjas ve spojení s jezuitským kazatelem Antonínem Koniášem považuje za mylnou. Ve spisech německých a latinských nachází formu Konias či Koniass, v českých Konia(f)s a Koniaš, k mylnému pojmenování došlo z důvodu, že příjmení Konias se v Čechách příliš nevyskytuje, zato ale Koňas nebo Konjas, přičemž vznikla domněnka, že to je česká verze příjmení. Hanuš uvádí, že českou formou příjmení je Koniáš. Koňasové z Vydří jsou ovšem zdela jiná historická záležitost – viz Volf Koňas z Vydří a na Bolíkově, Jindřich Koňas z Vydří na Horní Slatině.) 13. února 1691 Praha – 27. října 1760 Praha) byl nejen jezuitský kněz, kazatel, misionář a penitenciář, ale též plodný autor náboženské literatury. Jeho život a působení spadá do epochy baroka. Narodil se v rodině Vojtěcha Jiřího Koniáše (latinsky Adalbertus Georgius Konias), faktora klementinské tiskárny v Praze, kde také jako spirituál tamního jezuitského učiliště zesnul.